# Annellska huset
Annellska huset er et bindingsværkshus på Gamla Väster i Malmø i Skåne.
Husets opførelse i 1705 fremgår af en inskription på portbjælken. Det er kvarterets ældste bygning, og de oprindelige ejeres initialer, J M og J A D, er indgraveret her. Initialerne symboliserer bager Johan Müller og dennes hustru. Den oprindelige længe mod Jakob Nilsgatan er udvidet med to mindre enfamiliebeboelser mod vest. Husets nuværende navn stammer fra malermester Annell, som ejede det i 1930-erne og 1940-erne. Planer om at nedrive disse i 1970-erne blev forhindret af Malmö museums repræsentant Sven Rosborn.